# Ma Chun-ping
Dans ce nom chinois, le nom de famille, Ma, précède le nom personnel Chun-ping.
Ma Chun-ping (née le 3 août 1971) est une athlète taïwanaise spécialiste de l'heptathlon. Elle détient le record de Taïwan de l'heptathlon.

## Biographie

### Palmarès
| Date | Compétition             | Lieu      | Résultat | Performance |
| ---- | ----------------------- | --------- | -------- | ----------- |
| 1989 | Championnats d'Asie     | New Delhi | 3e       | 5 149 pts   |
| 1990 | Jeux asiatiques         | Pékin     | 3e       | 5 213 pts   |
| 1993 | Jeux de l'Asie de l'Est | Shanghai  | 3e       | 5 636 pts   |
| 1993 | Championnats d'Asie     | Manille   | 3e       | 5 376 pts   |
| 1994 | Jeux asiatiques         | Hiroshima | 3e       | 5 786 pts   |
| 1997 | Jeux de l'Asie de l'Est | Busan     | 2e       | 5 737 pts   |
| 1998 | Championnats d'Asie     | Fukuoka   | 3e       | 5 489 pts   |
| 1998 | Jeux asiatiques         | Bangkok   | 3e       | 5 659 pts   |

### Records
| Épreuve    | Performance | Lieu      | Date            |
| ---------- | ----------- | --------- | --------------- |
| Heptathlon | 5 786 pts   | Hiroshima | 11 octobre 1994 |